# Swanley
Swanley är en stad och civil parish i grevskapet Kent i sydöstra England. Staden ligger i distriktet Sevenoaks, cirka 24 kilometer sydost om centrala London. Tätorten (built-up area) hade 17 213 invånare vid folkräkningen år 2021.
I civil parishen ligger även orten Swanley Village.